# 高井戸インターチェンジ

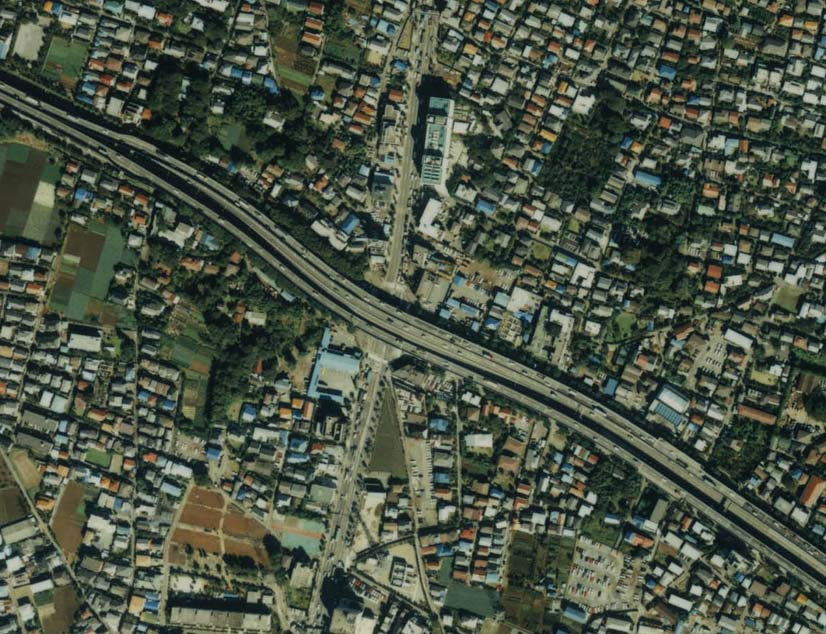
航空写真。

高井戸インターチェンジ（たかいどインターチェンジ）は、東京都杉並区にある中央自動車道（中央道）のインターチェンジ (IC) である。
本項では、高井戸インターチェンジに隣接する、首都高速道路4号新宿線のインターチェンジ（出入口）である高井戸出入口（たかいどでいりぐち）についても記す。

## 概要

### 中央道 高井戸IC
杉並区高井戸西に位置する。中央自動車道の起点であるが、本線（上り線）からの出口のみが存在するクオーターICとなっている。一般道から中央道（下り線）への入口は無く、一般道から中央道下り方面を利用するには、都心方面手前の首都高速4号新宿線永福出入口を利用して首都高速道路から乗り継ぐか、八王子方面に国道20号を進んで中央道調布ICを利用する必要がある。
本線への入り口については、建設当初より設置計画があり、烏山シェルターの手前に入口用の用地は確保されている。本来であれば東名高速道路東京IC（世田谷区）や関越自動車道練馬IC（練馬区）同様、中央道の東京側玄関口となる事が想定されていたが、高井戸・久我山などの杉並区住民が「中央道への入口が設置されると、道路が混雑して環境が悪化する」として、激しい反対運動を展開した結果、中央道開通以来、入口建設に至っていない。実際、杉並区においては特に1970年代から1980年代にかけて、都政を革新する会を中心として、高井戸IC建設に反対する運動が起こった。
こうした反対運動を受ける形で、1976年（昭和51年）4月に、当時の日本道路公団・東京都・杉並区、高井戸IC予定地そばにある杉並区立富士見丘小学校と同小学校PTAとの5者からなる協議会において「（高井戸ICの建設にあたっては）5者で協議、解決すること」との確認書が交わされ、IC建設は凍結された。後に経済界や日本国政府・自民党からの後押しを受けて、1986年（昭和61年）2月に上り線出口（オフランプ）のみが着工され、同年3月に供用を開始したが、下り線入口（オンランプ）は着手されていない。
一方で、高井戸ICに下り線入口が設置されていないことについては、かねて運輸業界の運転手などから『不便』との声が挙がっており、東京商工会議所世田谷支部からも「経済損失は大きく、大規模災害時の対応にも支障がある」として、建設の要望書が出されている。また、杉並区が区として建設の要望書を提出しているほか、後年杉並区が行ったアンケート調査では、高井戸ICに中央道方面への入口が設置されていないことの不便や、中央道方面への入口設置を求める回答が、杉並区民自身から多く示されている。
こうした中、2011年（平成23年）に、東京都が中央自動車道の北側に高井戸公園の整備を決めた際に、公園用地に隣接する杉並区立富士見丘中学校と統合して小中一貫校を設置し、小学校も公園用地の一角（旧王子製紙富士見ヶ丘グランド）に移転する計画が持ち上がり、これにより5者協議が前進し、下り線入口（オンランプ）建設に動き出すのではないかとの観測があった。その後、2022年6月には騒音や排ガスの影響が以前より改善されていることや富士見丘小学校の移転など、周辺を取り巻く環境が変化していることを受け、杉並区が下り線入口の設置に向け区としてNEXCO中日本を支援していく方針であることが明らかになった。
新たに設置される下り線入口の設置場所としては、環八通り中ノ橋交差点の西側すぐと、さらに西側に進んだ現杉並区立富士見丘小学校前とする2案が想定されている。事業者である中日本高速道路（NEXCO中日本）は日本高速道路保有・債務返済機構との協定において、2020年度までに下り線入口の開設工事を完了するとの計画を明らかにしているが、NEXCO中日本からは建設計画に関する明言がなく、今後とも住民との合意形成が着工の前提となっている。

### 首都高速 高井戸出入口
杉並区下高井戸に位置する。中ノ橋交差点から東に向かう都道14号線（放射5号線・東八道路方面）の中央から分岐して接続（首都高速から見ると右側分岐・合流）する形状となっている。首都高速の料金は永福本線料金所で収受されるため、オンランプ・オフランプとも料金所はない。

### 烏山シェルター
中央道建設に反対する、激しい住民運動の結果を象徴する施設のひとつとして、高井戸出口西側に隣接する「烏山シェルター
」がある。これは中央道本線上に存在するトンネルで、実際には高井戸出口に隣接する高架橋区間が全長約240メートルに渡ってシェルターで覆われているものである。
この設備は「高井戸トンネル」とも通称され、高速道路から発生する騒音や粉塵を防ぐことを目的としている。この区間には中央道建設工事開始後の1966年（昭和41年）から1968年（昭和43年）にかけて竣工した公団住宅・烏山北住宅（東京都世田谷区北烏山二丁目、三丁目）や、都営住宅・烏山アパート（同二丁目）があり、住民運動の結果、このシェルターの設置が中央道調布IC-高井戸IC間の開業条件のひとつとされたものである。
高架橋であるこの区間の高架下には当初、一般道路（東京都市計画道路補助第219号線）が設置される予定であったが、これも周辺住民の反対の結果、現在に至るまで更地（団地内の「広場」と称する）のままとなっている。

## 道路
- E20 中央自動車道(1番)
- 首都高速4号新宿線(411番)

## 接続する路線
- 東京都道14号新宿国立線（東八道路、東京都市計画道路放射第5号線）
- 東京都道311号環状八号線（環八通り、中ノ橋交差点で間接接続）

## 歴史
- 1973年（昭和48年）8月15日: 首都高速4号新宿線 永福出入口-高井戸間開通に伴い首都高速高井戸出入口開設
- 1976年（昭和51年）5月18日: 中央道 高井戸IC-調布IC開通に伴い、首都高速道路と接続（この時点で中央道方面のランプなし）
- 1986年（昭和61年）3月31日: 高井戸IC上り線オフランプ開設

## 周辺
- 京王井の頭線高井戸駅
- 京王線八幡山駅
- 浴風会
- 東京都立杉並総合高等学校
- 杉並区立高井戸東小学校
- 上高井戸児童館
- 杉並清掃工場
- 杉並区高井戸市民センター
- 杉並区立高井戸小学校
- 高井戸児童館
- 杉並区立富士見ヶ丘小学校
- 世田谷区立武蔵丘小学校
- 世田谷区立上北沢小学校
- 東京都中央卸売市場松原市場

## 隣
首都高速4号新宿線
(409)永福出入口 - (411)高井戸出入口
E20 中央自動車道
(1)高井戸IC - 中央JCT（仮称・事業中） - 三鷹TB/BS - (3)調布IC